# Die Götter im Exil

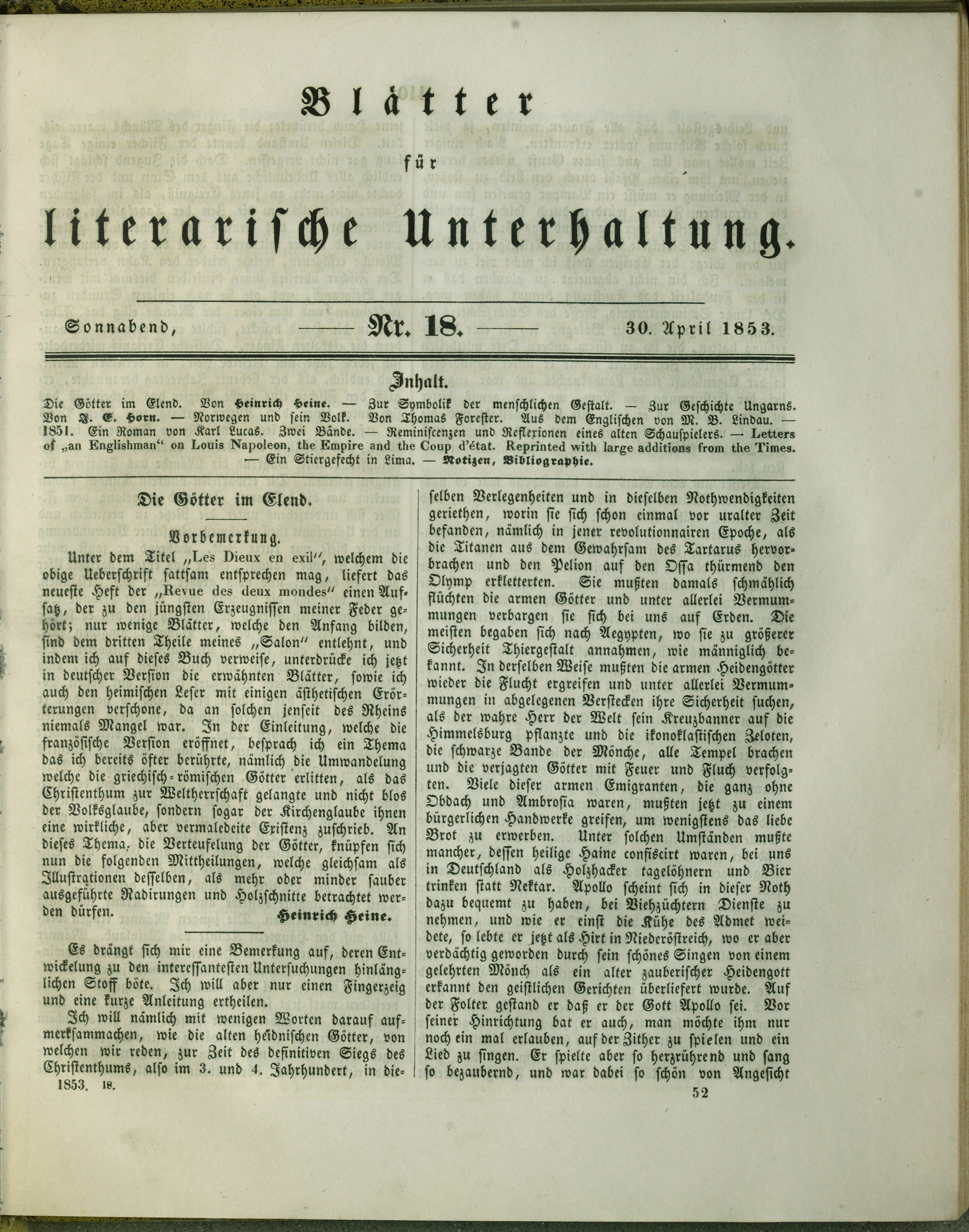
Zeitschriftenfassung in den Blättern für literarische Unterhaltung, 1853

Die Götter im Exil ist ein 1853 erschienenes Erzählwerk Heinrich Heines. Das Thema kreist darum, was wohl aus den alten abgesetzten heidnischen Gottheiten wurde – den „Göttern im Exil“. Der Text lässt sich keinem Genre eindeutig zuordnen und wechselt zwischen persönlicher Betrachtung und reiner Erfindung. Es gibt Anteile von Essay, Anekdote, Sage und Lügengeschichte. Er erscheint relativ selten in Anthologien und gehört zu den unbekannteren Werken Heines. In französischer Fassung erschien das Werk ebenfalls 1853 als Les Dieux en Exil in Revue des Deux Mondes, die deutsche Fassung in den Blättern für literarische Unterhaltung
als Die Götter im Elend.

## Inhalt
Der „Essay“ beginnt mit:
Schon in meinen frühesten Schriften besprach ich die Idee, welcher die nachfolgenden Mitteilungen entsprossen. Ich rede nämlich hier wieder von der Umwandlung in Dämonen, welche die griechisch-römischen Gottheiten erlitten haben, als das Christentum zur Oberherrschaft in der Welt gelangte.
Die alten Gottheiten, wie etwa Jupiter, Mars, Hermes, Bacchus oder Apollo fristen ein abgeschiedenes Dasein oder gehen christlich maskiert ihren alten Tätigkeiten nach. Apollo soll wieder ein Hirt geworden sein, weil er einst (auch) die Kühe des Admetos weidete, habe sich aber durch sein schönes Singen und Musizieren verraten. Er sei hingerichtet worden, aber danach aus dem Grab verschwunden. An der ostfriesischen Küste überführe Hermes, als Kaufmann verkleidet, Seelen ins Jenseits. Heine berichtet von verschiedenen Personen, welche mit Gottheiten gesprochen hätten. Der lange Schimmelpfennig, Neffe des Scharfrichters von Münster habe den Kriegsgott Mars, der nun Söldner war, in Bologna getroffen und einem Tiroler Fährmann erschien der als Mönch getarnte Bacchus.
Nicht alle Gottheiten hätten allerdings exilieren oder sich verstecken müssen:
… trotz dem christlichen Anathema blieb die Position des Pluto wesentlich dieselbe. Er, der Gott der Unterwelt, und sein Bruder Neptunus, der Gott des Meeres, diese beiden sind nicht emigriert wie andre Götter, und auch nach dem Siege des Christentums blieben sie in ihren Domänen, in ihrem Elemente.
Von dem Walfischjäger Niels Andersen, geboren zu Drontheim in Norwegen, erfuhr der Erzähler Näheres über den Göttervater Jupiter: Russische und griechische Seeleute sollen auf einer arktischen Insel einen seltsamen Greis mit Ziege und Adler als Haustiere entdeckt haben. Nachdem die griechischen Seeleute über ihre Heimat berichteten in der nur noch Ruinen von der Zeit der Götter kündeten, stieß der Greis einen Seufzer aus, der den ungeheuersten Schmerz verriet […] Der große Vogel kreischte entsetzlich, spreizte weit aus seine ungeheuern Flügel und bedrohte die Fremden mit Krallen und Schnabel. Die alte Ziege jedoch leckte ihres Herrn Hände, und meckerte traurig und wie besänftigend. Ein mitreisender Gelehrter identifizierte diese greise Gestalt nach den Berichten als Jupiter. Der Vogel sei dessen ehemals blitzetragenden Adler und die Ziege Jupiters Amme Amaltheia, (hier: Althea) die ihn nun wiederum mit ihrer Milch nähre.
Am Beginn des letzten Absatzes bemerkt Heine schließlich:
Ich zweifle nicht, daß es Leute gibt, die sich schadenfroh an solchem Schauspiel laben. Diese Leute sind vielleicht die Nachkommen jener unglücklichen Ochsen, die als Hekatomben auf den Altären Jupiters geschlachtet wurden – Freut euch, gerächt ist das Blut eurer Vorfahren, jener armen Schlachtopfer des Aberglaubens! Uns aber, die wir von keinem Erbgroll befangen sind, uns erschüttert der Anblick gefallener Größe, und wir widmen ihr unser frömmigstes Mitleid.

## Deutung
Die hämische Bemerkung am Beginn des letzten Absatzes lässt sich vielleicht mit der Konfrontation des von hellenistischen Idealen begeisterten Heines mit dem Nazarenertum verstehen. In einer Auseinandersetzung mit Ludwig Börne schreibt er:
Ich sage nazarenisch, um mich weder des Ausdrucks ,jüdisch‘ noch ,christlich‘ zu bedienen, obgleich beide Ausdrücke für mich synonym sind und von mir nicht gebraucht werden, um einen Glauben, sondern um ein Naturell zu bezeichnen. (…) … alle Menschen sind entweder Juden oder Hellenen, Menschen mit ascetischen, bildfeindlichen, vergeistigungssüchtigen Trieben, oder Menschen von lebensheiterem, entfaltungsstolzem und realistischem Wesen.
Und im Essay Zur Geschichte der Religion und Philosophie in Deutschland:
Ihr verlangt einfache Trachten, enthaltsame Sitten und ungewürzte Genüsse; wir hingegen verlangen Nektar und Ambrosia, Purpurmäntel, kostbare Wohlgerüche, Wollust und Pracht, lachenden Nymphentanz, Musik und Comödien – Seyd deßhalb nicht ungehalten, Ihr tugendhaften Republikaner.

## Rezeption
In seinem 1905 erschienenen Roman Professor Unrat, später verfilmt als Der blaue Engel, lässt Heinrich Mann den „Schüler Lohmann“ während des Unterrichtes heimlich unter der Bank die „Götter im Exil“ lesen:  Lohmann gab das Warten auf und öffnete unter dem Tisch die „Götter im Exil“.